# J. Laurent-Lapp
J. Laurent-Lapp, né Jãques Woelflin le 28 novembre 1836 à Eckbolsheim et mort à Paris 8e le 19 octobre 1904, est un journaliste et critique français.

## Biographie
Après des études de lettres et de théologie à Strasbourg, il était sur le point d’être consacré pasteur lorsque, saisi par le démon de l’art, il a quitté sa ville où avait passé une célèbre cantatrice. Épris de musique et la vocation de journaliste l’emportant, il est monté d’Alsace à Paris en 1859. Ses premières relations l’ayant d’abord introduit dans le monde des arts et de la musique, avec les débutants de cette époque, comme Jules Massenet, Édouard Colonne, Jules Brasseur, etc., il a commencé par s’essayer à la critique théâtrale.
Passé à la politique, il a fait partie de la rédaction de plusieurs journaux notables, auxquels sa connaissance des langues et des affaires étrangères, ont été très utiles à une époque où rares étaient les spécialistes aussi bien préparés. Ayant marqué sa place, avant 1870, à l’organe d’opposition le Courrier du Dimanche, il a été condamné dans un procès de presse de ce journal, avec Eugène Pelletan et Auguste Scheurer-Kestner.
Passé à la Presse, puis au Parlement fondé sous l’inspiration de Jules Dufaure, par Alexandre Ribot en 1879, il y remplit les fonctions de secrétaire de la rédaction, qui convenaient le mieux à ses gouts et à son caractère. Très cultivé, sachant beaucoup de choses, et parfaitement capable d’écrire un excellent article, il écrivait quand il le fallait, mais sans plaisir, préférait « faire le journal », c’est-à-dire en surveiller l’aspect, en préparer la mise en page, lui donner bon air et belle tournure, besogne où il n’avait pas d’égal. 
Enfin, de 1884 jusqu’à ses derniers moments, ce doyen de la presse parisienne a montré, sans ralentir son activité, les qualités de minutieuse exactitude, de discernement et de précision pour lesquelles il était connu, au poste de directeur de la politique étrangère au Temps.
En dehors de son travail quotidien de journaliste, il a traduit, entre autres, les volumes modernes de l’Histoire universelle de Georg Weber (de), et beaucoup écrit sur la littérature classique et l’histoire d’Allemagne dans l’Encyclopédie Larousse. Particulièrement versé dans l’histoire, les traditions et les coutumes de sa région natale, à laquelle il était profondément lié et où il avait conservé de vieilles et fidèles amitiés, il a également abondamment contribué à la Revue alsacienne (d) d’Eugène Seinguerlet.
Enlevé en quelques jours, il a été incinéré au cimetière du Père-Lachaise. Il était membre de l’Association des secrétaires de rédaction. La belle collection d’ouvrages sur l’Alsace et de romans modernes qui composaient sa bibliothèque ont été dispersés après exposition, à l’Hôtel Drouot, le 7 décembre 1904.

## Publications
- Georg Weber (Traduction des t. x-xiii de l’Histoire universelle), Histoire contemporaine : 1830-1872, Paris, A. Lacroix, 1875, 4 vol. in-8º (OCLC 457662196, lire en ligne).